# Kraski ovcar
Kraski ovcar (Karstherdehund) är en hundras från Slovenien. Den är en boskapsvaktare och vaktande herdehund av molossertyp från Karstmassivet mot gränsen till Italien. Fram till 1968 räknades den som samma ras som sarplaninac: illyrisk herdehund som fick sin första rasstandard 1939 då den även erkändes av Fédération Cynologique Internationale (FCI). Rasen omnämndes i skrift 1689 av friherren Janez Vajkard Valvasor (1641-1693). Den är en av de minsta bergshundarna.
Det finns mycket få exemplar av rasen och det rapporteras om cirka 800 individer varav de flesta befinner sig i Slovenien.  Ett uppfödningsprogram startade 2006 och regler infördes 2010 som gäller uppfödning i Slovenien i syfte att öka antalet hundar, förstärka deras karakteristiska drag samt bevara rasens genetisk variation. För att undvika effekter av linjeavel får hanar endast användas i avel för max tre kullar, hanen får inte heller vara nära släkt med tiken med några gemensamma släktingar i tredje generation. Hundar med ärftliga sjukdomar, avvikande beteende eller fysiska egenskaper utesluts från programmet. Undantag kan göras med godkännande från den slovenska rasklubben Društvo ljubiteljev in vzrediteljev kraških ovčarjev Slovenije (DLVKOS).